# Barakzajové
Dynastie Barakzaj (Barakzai) nebo jen Barakzajové byla dynastie vládnoucí v Afghánistánu v letech 1826-1973. Poslední panovník dynastie Muhammad Záhir Šáh byl svržen převratem v roce 1973, díky němuž se dostali k moci komunisté a vyhlásili republiku.
Dynastie nese jméno podle paštunského kmene Barakzaj (Barakzai), z něhož vládci této dynastie pochází. Dynastie byla jednou z větví kmenové konfederace Durrani, který před ní vládl v Afghánistánu.

## Vláda nad Afghánistánem
V 19. století se vlivem mocností a kmenových rozporů rozpadl tehdejší Afghánistán na tři nezávislá knížectví (emiráty) s centry v Herátu, Kandaháru a Kábulu. Nejmocnější z nich byl zřejmě kábulský emirát, kde vládl emír Dóst Muhammad Chán. Ten měl v plánu opět sjednotit nejednotnou zemi a nastolit pořádek.
Afghánské území ale roku 1839 v rámci Velké hry obsadila britská vojska a na trůn Britové dosadili místními obyvateli nenáviděného panovníka Šáha Šudžu Durraního. To vyvolalo silný odpor místních kmenů, které se začaly proti cizí nadvládě bouřit. Nakonec se Dóst Muhammad Chán vzdal v roce 1840 Britům.
Místní paštounské kmeny později ozbrojeným povstáním začaly Brity vytlačovat. V čele kmenů, které bojovaly proti Britům, stál Akbar Chán, syn Dóst Muhammad Chána. Poté, co se Afgháncům podařilo Brity porazit, a prakticky celou ustupující armádu v lednu 1842 vyhladit, se Akbar Chán stal prvním vezírem nového panovníka Fáteh Džanga. Fakticky však držel moc nad afghánským územím právě Akbar Chán. V roce 1842 vedl osvobozenecké boje a dobýval zpět města, která se na čas ocitla v rukou Britů. V roce 1843 se z britského zajetí vrátil Akbarův otec Dóst Muhammad, který přebral moc od Akbara do svých rukou. Dóst Muhammad Chán následně v roce 1862, po ročním obléhání dobyl na Persii sporné autonomní území Herátu.

### Následníci Dósta Muhammada a Velká hra

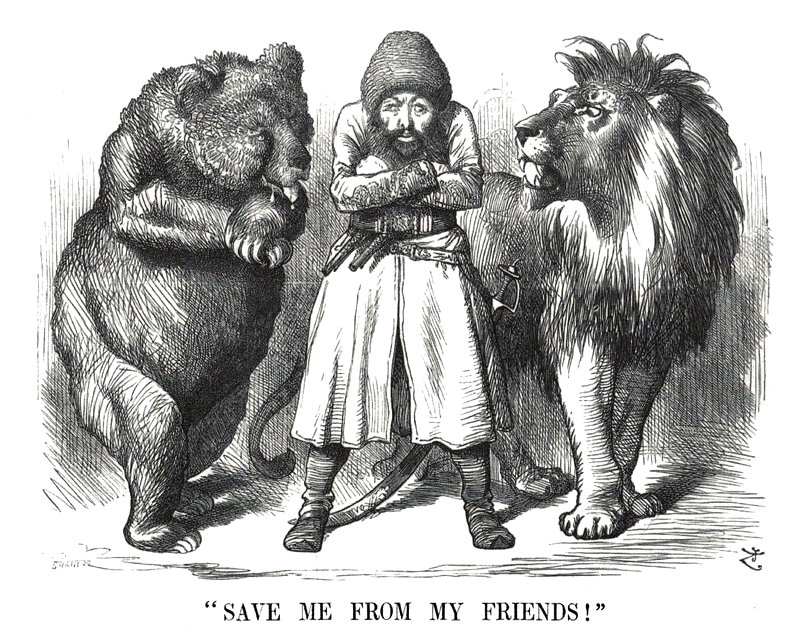
Politická satira z roku 1878 - afghánský vládce Amír Šér Alí mezi ruským medvědem a britským lvem říká „Ochraňte mne před mými přáteli!“

Když krátce na to o rok později zemřel, vypukla v zemi dlouhá válka mezi jednotlivými pretendenty o nástupnictví (Mohammad Chán měl šestnáct synů), z níž za nečinného přihlížení Britů vyšel jako vítěz Šér Alí Chán, který se roku 1869 zmocnil Kábulu a uzavřel s Brity smlouvu na základě vzájemné neutrality. Ovšem právě za jeho vlády se Afghánistán plně stal nárazníkovým územím mezi ruským a britským impériem. Rusko-britský konflikt o Afghánistán a střední Asii je nazýván jako Velká hra.
Pod hrozbou ruského vlivu v Afghánistánu vyslali britové do země své vojsko čímž začala Druhá anglo-afghánská válka. Mezitím zemřel v roce 1879 Šér Alí Chán. Na trůn nastoupil s britskou pomocí jeho syn Jakub Chán, který nařídil zastavit protibritský odpor 26. května 1879 podepsal v Gandamaku s brity mírovou smlouvu, ve které uznal britský protektorát v zemi a zřekl se samostatné zahraniční politiky (a části afghánského území v dnešním Pákistánu). Zanedlouho ale vypuklo v Kábulu povstání, které se britům podařilo potlačit a rozpoutat kruté represe. Když byla obnoven vliv a moc Britů byl sesazen emír Muhammad Jakub Chán deportován do Indie.
Na uprázdněný trůn byl dosazen Abdúrrahmán Chán bratranec předchozího emíra Jakoba Chána. Ten se v roce 1879 vrátil z taškentského exilu a začal si budovat v okolí Kábulu mocné pozice. A tak mu britové nabídli prázdný trůn. Abdarrahmán slíbil ponechat v britských rukou zahraniční politiku a také některá území ve sporných oblastech na afghánsko-indickém pomezí. Britové pak definitivně vyklidili Afghánistán do dubna 1881.
Abdurrahmán sice zavedl v zemi pořádek, ale za cenu mnoha životů. Uvádí se že vyhladil až 60 % Hazárů. Za jeho vlády propukla také tzv. Afghánská krize a to v roce 1885 poté, co ruské síly zaútočily na afghánské území u oázy Merv. Po tomto incidentu, byla na anglo-ruské hranici zřízena komise k vymezení severní hranice Afghánistánu. Do komise nepatřili žádní Afghánci. Rusové založili na získaném území pohraniční město Kuška, která byla nejjižnější osada Ruského impéria. Nová hraice byla stanovena jako tzv. Durandova linie
V roce 1895 byl vytvořen tzv. Váchánský koridor v údolí řeky Váchán, tvořící dlouhý a úzký výběžek na nejzazším severovýchodě Afghánistánu. Afghánistán tal získal kratičký úsek hranice s Čínou, čímž byla oddělena území britského a ruské impéria.
V roce 1901 nastoupil na trůn Habíbulláh Chán syn emíra Abdurrahmána Chána. Ten měl podle spojenecké smlouvy s Brity získat uznání jako nezávislého krále, ale to se povedlo až jeho nástupci Amanulláhovi. Za Habíbulláhovi vlády byla v roce 1907 podepsána britsko-ruská smlouva ukončující soupeření o Afghánistán. V této smlouvě se Britské impérium se zavázalo udržovat stávající rusko-afghánské hranice a aktivně zamezit Afghánistánu v jejich narušování.

### Nezávislí panovníci
Po smrti emíra Habíbulláha se stal emírem jeho syn Amanulláh, během jehož vlády propukla v roce 1919 Třetí anglo-afghánská válka, v důsledku toho že Sovětské Rusko prohlásilo dohody uzavřené Ruským impériem za neplatné, a to včetně anglo-ruské dohody z roku 1907. Rusko-britská rovnováha dosažená dohodou v roce 1907 tak přestala existovat. Současně vypuklo povstání Paštunů žijících v Britské Indii. Britové, poprvé v afghánských dějinách, bombardovali Afghánistán letecky. Obě strany se záhy ocitly v patové situaci. Boje ukončila dohoda z Rávalpindí, uzavřená téhož roku (1919). Britské impérium v dohodě uznalo nezávislost Afghánistánu a přiznalo mu právo na samostatnou zahraniční politiku. V květnu 1921 podepsal Afghánistán se Sovětským Ruskem dohodu o přátelství a do Afghánistánu začala proudit sovětská zahraniční pomoc. Britský a ruský vliv v Afghánistánu se vyrovnal.
V roce 1926 emír Amanulláh Chán vyhlásil plnou nezávislost Afghánsitánu a prohlásil se nezávislým králem. Když Amanulláh Chán v roce 1929 zemřel, nastupuje na trůn jeho bratr Inajatulláh, který ale vzápětí abdikoval a trůnu se zmocnil uzurpátor Habíbulláh Kalakáni. Ten byl svržen legitimním Muhammadem Náhir Šáhem z vedlejší linie Barakzajů, jelikož hlavní linie kromě bývalého krále Inajatulláha vymřela.
Král Muhammad Náhir Šáh vládl pouze do roku 1933, kdy byl zavražděn a na trůn nastoupil jeho syn Muhammad Záhir Šáh, který vládl ze všech afghánských emírů a králů prozatím nejdéle téměř 40 let. Během prvních dvaceti let vládl ovšem pouze formálně, skutečnou moc postoupil svým třem strýcům. Sám se spíše zajímal o literaturu a umění.
V roce 1964 vyhlásil Muhammad Náhir Šáh liberální ústavu. Uzákonil v ní všeobecné volební právo. Ženy mohly odložit tradiční burky a začít se odívat po vzoru evropských žen. Monarchie dodržovala neutralitu, za pomoci zahraničního kapitálu byla budována hospodářská infrastruktura země. Spolupráce s oběma politickými bloky byla pro Afghánistán prospěšná. Záhirovy reformy vedly k odporu militantních islámských kruhů, které vstoupily do opozice proti králi.

### Pád dynastie
Když se v roce 1973 Záhir Šáh léčil v Itálii na choroby očí a zad, provedl v zemi jeho synovec a dřívější premiér Muhammad Dáúd Chán státní převrat a prohlásil Afghánistán republikou. V srpnu téhož roku Muhammad Záhir Šáh dobrovolně abdikoval a žil v italském exilu.
Po převratu v roce 1973 byla vyhlášena republika, dalším převratem v roce 1978 se dostali k moci komunisté, jejichž frakčních bojů využil SSSR roku 1979 k vojenské intervenci.
Muhammad Záhir Šáh se vrátil do země až u příležitosti zasedání Velké džirgy, nově ustaveného parlamentu, který zahájil jednání v červnu 2002. Nakonec získal titul Babá, tj. Otec národa, což je uvedeno i v nové afghánské ústavě jako vyjádření historické role krále Záhira Šáha jako nepolitického symbolu národní jednoty země. Tento titul však příslušel pouze Muhammadu Záhiru Šáhovi a pouze do jeho smrti. Bývalý král dostal k dispozici bývalý palác, ale Velká džirga mu trůn vrátit odmítla.
Po jeho smrti se stal hlavou dynastie Barakzajů jeho nejstarší syn princ Ahmed Šáh Chán.

## Afghánští panovníci z této dynastie
- Dóst Muhammad Chán - (1826–1839, 1843–1863)
- Akbar Chán - (1842–1843)
- Alí Chán - (1863–1866, 1868-1879)
- Muhammad Jakub Chán - (1879–1880)
- Abdúr Rahmán Chán - (1880–1901)
- Habíbulláh - (1901–1919)
- Amanulláh - (1919–1929), do roku 1926 emír
- Inajatulláh Chán - (1929), abdikoval
- Muhammad Náhir Šáh - (1929–1933)
- Muhammad Záhir Šáh - (1933–1973)

### Hlavy dynastie po roce 1973
- Muhammad Záhir Šáh - (1973–2007)
- Ahmed Šáh Chán - (od 2007)